# Majak Gamova
Majak Gamova (Russisch: Маяк Гамова; "vuurtoren Gramov") is een vuurtoren en plaats in de selskoje poselenieje van Barabasj binnen het district Chasanski in het uiterste zuidwesten van de Russische kraj Primorje. De plaats telt 11 inwoners (1 januari 2005) en behoort daarmee tot de kleinste nederzettingen van het district.

## Geografie
De nederzetting ligt aan het einde van het gelijknamige schiereiland Gamova, bij Kaap Gamova. Het gehucht is via een weg van 61 kilometer lang verbonden met het districtcentrum Slavjanka.

## Geschiedenis
Kaap Gamova werd in 1854 in kaart gebracht door de bemanning van het fregat Pallada en vernoemd naar gardemarin (adelborst) Dmitri Gamov. De plaats werd gesticht in 1885. De vuurtoren werd gebouwd tussen 1901 en 1906.
Bestuurlijk centrum: Slavjanka

Andrejevka · Bamboerovo · Barabasj · Barsovy · Baza Kroeglaja · Bezverchovo · Chasan · Filippovka · Gvozdevo · Kamysjovoje · Kedrovaja · Kraskino · Kravtsovka · Lebedinoje · Majak Bjoesse · Majak Gamova · Narva · Ovtsjinnikovo · Perevoznoje · Pojma · Posjet · Pozjarski · Primorski · Provalovo · Risovaja Pad · Rjazanovka · Romasjka · Sjachtjorskoje · Soechaja Retsjka · Soechanovka · Tsoekanovo · Vitjaz · Zajsanovka · Zanadvorovka · Zaroebino